# Doppelkopf

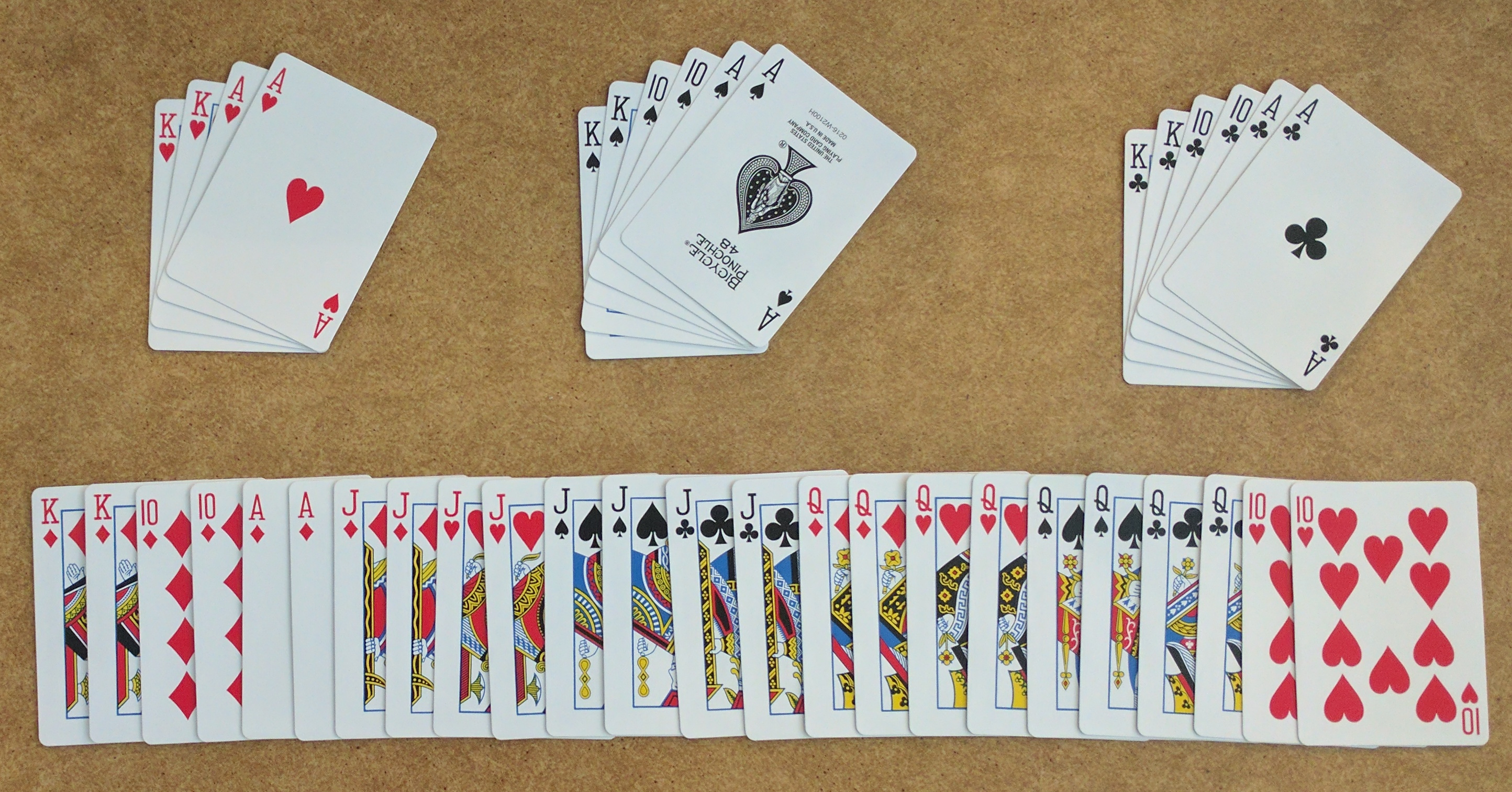
Un jeu Doppelkopf de 40 cartes montrant les trois figures sans atout (quatre cœurs, six piques et six clubs) et la plus élevée d'atout.

Doppelkopf (allemand, litt. double-tête), abrégé également en Doko, est un jeu de cartes avec levées pour quatre joueurs. Les origines de ce jeu ne sont pas bien connues ; il est admis que, comme le Skat, il trouve son origine dans le jeu de Schafkopf.
En Allemagne, le Doppelkopf est presque aussi populaire que le Skat, spécialement dans le nord du pays, ainsi que dans les régions du Rhin et du Main. Contrairement au Skat, il y a de nombreuses variantes. Les variantes utilisent les mêmes règles de base, mais demandent toujours aux joueurs de s'accorder sur un ensemble spécifique de règles avant la première partie.

## Règles du jeu
Dans la section suivante, les règles de jeu habituelles seront décrites. Les variantes les plus populaires seront décrites par la suite.

### Principes de base
Le Doppelkopf est un jeu d'équipe où chaque équipe est normalement constituée de deux joueurs. L'originalité particulière du jeu est que la composition des équipes n'est pas connue au départ, ce qui rend le jeu intéressant pour la plupart des joueurs.
Le jeu de cartes est constitué de soit 48, soit 40 cartes.
- 8 Neuf valant 0 point chacun
- 8 Valets valant 2 points chacun
- 8 Dames valant 3 points chacun
- 8 Rois valant 4 points chacun
- 8 Dix valant 10 points chacun
- 8 As valant 11 points chacun

Chaque groupe de 8 cartes est donc composé de 2 cartes de chaque couleur : Carreaux, Cœurs, Piques et Trèfles. Chaque carte existe deux fois dans le jeu (d'où le nom Doppelkopf) ce qui implique un nombre total de 240 points. Dans l'explication suivante, la version la plus courante de 48 cartes sera expliquée. Les règles pour 40 cartes sont les mêmes, la seule différence est l'absence des Neuf.
Pour une couleur demandée, la carte la plus forte remporte le pli si personne ne coupe. À l'atout par contre, ou si plusieurs personnes coupent, il se peut que deux atouts de même force mais de couleurs différentes soit présents (Ex: dame de cœur contre dame de pique). C'est pourquoi il a été décidé un ordre de grandeur des couleurs à l'atout, du plus fort au moins fort : Trèfle, Pique, Cœur et Carreau. Un moyen mnémotechnique pour se souvenir de l'ordre est le refrain de la chanson Caroline de Mc Soolar : Je suis l'As de Trèfle qui pique ton cœur, Caroline. En effet les couleurs sont ici dans l'ordre décroissant de valeur.
Dans tous les types de jeu, il existe deux camps : Re et Kontra. Pour gagner, le camp-Re doit faire 121 points ou plus ; Kontra gagne quand Re échoue à faire autant.

### Préparation
Chaque joueur reçoit douze cartes, ou dix dans la variante à 40 cartes. Après la donne, le type de jeu est déterminé. Hors tournoi, on vérifie qu'un jeu normal sera joué, chaque joueur désirant autre chose le disant simplement. En tournoi, une méthode plus compliquée est utilisée, de manière à empêcher les joueurs de glaner des informations concernant les autres mains.
Les sortes de jeu pouvant être jouées diffèrent uniquement par les cartes qui seront considérées comme atouts. Quand un joueur déclare vouloir jouer autre chose qu'un jeu normal, il est seul dans le camp Re et doit jouer contre les trois autres joueurs qui forment la Kontra(Contre). C'est pourquoi ces jeux non-standard sont appelés solos.
Dans le jeu standard, les joueurs qui possèdent les Dames de trèfle constituent le camp Re, alors que les autres sont la Kontra. Dans ces jeux-ci, les équipes ne sont pas connues dès le départ. Dans le cas où un joueur possède les deux Dames de trèfle, il déclare Hochzeit (mariage).

### Jeu de la carte
Le joueur à la gauche du donneur entame le premier; les autres joueurs suivent dans le sens des aiguilles d'une montre. Chaque joueur doit fournir de la couleur demandée. S'il ne peut fournir, il peut jouer un atout ou défausser n'importe quelle autre carte. Le joueur ayant joué le plus gros atout ou, en second lieu, la plus haute carte de la couleur demandée gagne la levée et joue la première carte de la levée suivante. Étant donné que chaque carte existe en double, il y a la possibilité d'ex æquo; dans ce cas, la première carte jouée remporte la levée. Par exemple, quand la levée est constituée de ♠10 ♠A ♠9 ♠A, le joueur qui a abattu le premier As de piques gagne la levée. Quand un atout est joué en premier, chaque joueur doit jouer atout si possible, indépendamment de la couleur (On verra plus tard que l'atout ne correspond pas forcément à une seule couleur).
Pendant les premières levées, chaque joueur peut faire des annonces ce qui augmente la valeur du jeu.
Après que toutes les cartes ont été jouées, les valeurs des levées sont comptabilisées et chaque joueur dans le camp gagnant ajoute à son score la valeur du jeu, pendant que chaque joueur du camp perdant soustrait de son score la valeur du jeu.

### Types de jeux

#### Jeu normal
Dans le jeu normal, tous les Carreaux sont atouts, ainsi que toutes les Dames et tous les Valets. C'est pourquoi, il y a autant d'atouts que de cartes non-atouts. Dans ce jeu, les joueurs qui possèdent la ♣Q forment le camp Re.

#### Hochzeit (Mariage)
Quand un joueur a les deux Dames de trèfle, il déclare habituellement Hochzeit(Mariage) et constituera le camp Re avec la première personne à remporter une levée (la plupart des variantes permettent au joueur d'annoncer une sorte spécifique de levée qui doit être remportée, i.e. la première levée non atout). À part ceci, le jeu est joué comme le jeu normal.
Le joueur peut aussi décider de ne pas annoncer le mariage, dans ce cas il joue un "stilles Solo" (solo silencieux). C'est joué comme un solo Carreaux normal ; la seule différence réside dans le fait que les autres joueurs ne savent pas dès le départ qu'ils jouent ensemble contre un solo. À part ceci, le jeu se comptabilise comme un solo normal (fois 3 pour le joueur de solo, normal pour les autres).

#### Jeux en solo
Un joueur peut, s'il le veut, annoncer un solo. Ces jeux changent la constitution de l'atout ; le joueur joue alors contre les trois autres joueurs. Il obtiendra trois fois la valeur du jeu additionnée (ou soustraite) à son score en cas de victoire (ou de défaite).
Les sortes de solos pouvant être joués varient énormément, les plus courantes étant "Bubensolo" (Solo Valets), dans ce cas, seuls les valets sont des atouts ; "Damensolo" (Solo Dames) dans ce cas, seules les dames sont des atouts ; et "Fleischlos" (Sans atout) où aucun atout n'existe. Une autre possibilité est le "Farbensolo" (solo couleur) dans ce cas, seule la couleur annoncée, ainsi que les valets et les dames des autres couleurs, constituent les atouts. Un "solo Carreaux " a, ainsi, les mêmes atouts qu'un jeu normal.

### Annonces
Pendant la partie, un joueur peut faire des annonces prétendant que son camp réussira à atteindre un but particulier. Ces annonces augmentent la valeur du jeu en cours qu'elles soient atteintes ou pas. Si un camp échoue à réaliser une annonce qu'il a lui-même annoncée, il a automatiquement perdu.
Les annonces possibles sont :
- Re (ou Kontra-Contre), annonce que le joueur fait partie du camp Re (ou Contre) et que son camp fera plus de 120 points. Cette annonce indique aussi à chaque joueur s'il joue avec ou contre l'annonceur.

Chacune des annonces suivantes peut seulement être faite après un Re ou un Contre. Si Re a été dit, et si un joueur de l'équipe Contre veut faire une annonce, il doit annoncer Contre.
- Keine 90 (pas de 90), souvent abrégé en keine 9, signifie que les opposants auront moins de 90 points.
- Keine 60 (pas de 60), ou keine 6, signifie que les opposants auront moins de 60 points.
- Keine 30 (pas de 30), ou keine 3, signifie que les opposants auront moins de 30 points.
- Schwarz (noir), signifie que les opposants ne feront aucune levée soit 0 point.

Chaque annonce implique l'annonce précédente, par exemple, "pas de 60" implique "pas de 90" et "Re"/"Kontra", augmentant ainsi la valeur du jeu par 4 (pour les règles standard) points. Chaque annonce peut être contrée par "Contre" ou "Re" quand les opposants pensent que le but ne sera pas atteint. Par exemple, si l'équipe Re annonce "Re, pas de 90, pas de 60", une réponse de l'équipe "Kontra" veut simplement dire qu'elle fera 60 points.
Pour pouvoir faire une annonce, le joueur doit toujours avoir en sa main un certain nombre de cartes, les règles officielles définissent :
- Un Re ou Contre peut être annoncé avec au moins 11 cartes (soit, avant que le joueur ne joue sa seconde carte ; il n'est pas exigé que cette annonce soit faite avant que la première carte de la deuxième levée soit jouée). Une réponse du type Contre/Re à une annonce de l'équipe opposée (par exemple, Re ou "pas de 90") peut donc être faite avant que le joueur qui veut la faire ne joue sa carte suivante.
- Pour pas de 90, 10 cartes doivent rester.
- Pas de 60 : 9 cartes
- Pas de 30 : 8 cartes
- Noir : 7 cartes

Un joueur qui, par exemple, a annoncé "Re", mais pas "pas de 90", peut toujours annoncer "pas de 60" s'il lui reste 9 cartes, ce qui induit automatiquement le "pas de 90".

#### Ansagen/Absagen
Les règles officielles font le distinguo entre "Ansagen" (annonces) et "Absagen" (lit. rejet, mais probablement utilisé en tant que calembour). Ici, un "Re" initial ou "Contre" est un "Ansage (Annonce)", et toute autre annonce ("pas de ..." et "fanny") sont des "Absagen (rejets)". Afin de faire un rejet, une annonce doit avoir été faite. Cela signifie que, par exemple, même avec 10 cartes en main, un joueur ne peut annoncer "pas de 90" s'il (ou son partenaire) n'a pas annoncé "Re"/"Contre" auparavant. Beaucoup de gens jouent sans cette règle, ce qui signifie qu'un joueur avec 9 cartes en main peut toujours annoncer "Re, pas de 60" ou "Contre, pas de 60" même s'il (ou son partenaire) n'a pas fait d'annonce auparavant.

### Score
Lorsque toutes les cartes ont été jouées, chaque équipe compte les points de leurs levées (étant donné que le total des points est toujours 240, en théorie un seul camp doit compter; si les deux équipes comptent, cela sert de vérification). La valeur du jeu est calculée comme suit :
- 1 point de base pour la victoire ("pas de 120")
- +2 pour une annonce "Re" ou "Contre" (donc, si les deux sont faites, 4 points de plus)
- +1 si le camp gagnant est Contre ("gegen die Alten", contre les aînés)
- +1 si le camp perdant a moins de 90 points
- +1 si "pas de 90" a été annoncé
- +1 si le camp gagnant a gagné contre une annonce "pas de 90"
- +1 si le camp perdant a moins de 60 points
- +1 si "pas de 60" a été annoncé
- +1 si le camp gagnant a gagné contre une annonce "pas de 60"
- +1 si le camp perdant a moins de 30 points
- +1 si "pas de 30" a été annoncé
- +1 si le camp gagnant a gagné contre une annonce "pas de 30"
- +1 si le camp gagnant a fait toutes les levées
- +1 si "fanny" a été annoncé
- +1 si le camp gagnant a gagné contre une annonce "fanny"

La valeur du jeu est additionnée au score de chaque joueur dans l'équipe gagnante, et soustraite dans l'équipe perdante. Sil s'agissait d'un solo, le soliste obtient trois fois la valeur du jeu en plus ou en moins. Cette règle assure que le total des points est toujours nul.

#### Exemples
- Aucune annonce faite, Re gagne avec 131 points : valeur de jeu +1, chaque joueur de l'équipe Re obtient +1, chaque Contre -1
- Un soliste gagne sans annonce avec 153 points: valeur de jeu +2, il a +6, tous les autres -2
- Contre, pas de 60 annoncé. L'équipe Contre a 183 points : valeur de jeu 1+2("Contre")+1(l'équipe Contre gagne)+1(pas de 90)+1(annonce)+1(pas de 60)+1(annonce) = 8. Contre a +8, Re perd 8
- Re, pas de 60 a été annoncé, l'équipe Contre a dit "Contre". Re a 178 points et donc perd! valeur de jeu 1+2("Re")+2("Contre")+1(Contre a gagné)+1("pas de 90" annoncé)+1(gagné contre l'annonce "pas de 90")+1("pas de 60")+1(gagné contre) = 10
- Un soliste annonce "Re, pas de 90" mais ne réussit qu'à avoir 87 points: 1+2("Re")+1(Contre a gagné)+1("pas de 90")+1(Re n'a pas eu 90 points)+1(Contre a gagné contre "pas de 90") = 7. Re perd 21 points, tous les autres gagnent 7 points. .

## Variantes

### Dullen
La variante la plus répandue est appelée Spiel mit (jeu avec) Dullen, dans laquelle le Dix de Cœurs (souvent appelé Dulle) est l'atout le plus élevé dans tous les jeux normaux aussi bien que dans tous les solos couleur. Dans cette variante, il y a plus d'atouts que de non atouts.
Cette variante est tellement populaire qu'on peut la considérer comme faisant partie des règles standards. Il est rare de trouver des joueurs qui n'utilisent pas cette règle. L'équipe Re est toujours constituée des propriétaires des Dames de Trèfle, bien que ces cartes ne soient plus les atouts les plus élevés.
Un résultat remarquable de cette règle est qu'il ne reste que six cartes à cœur qui ne soient pas des atouts, ce qui fait que cette couleur aura plus de chances de se faire couper dès la première levée.
La plupart du temps, quand cette variante est active, il est aussi admis que - c'est la seule exception - le second Dix de Cœurs est plus fort que le premier, sauf lors de la dernière levée, où le premier Dix de Cœurs est le plus fort.

### Pflichtansage (Annonce obligatoire)
Si un joueur récolte au moins 30 points dans la première levée (ne sont pas comptabilisées les levées nécessaires pour déterminer les équipes après qu'un mariage a été annoncé), il doit annoncer soit Re soit Contre. Certains joueurs insistent même pour que l'annonce suivante (i.e. pas de 90) soit faite si l'annonce en question a été faite auparavant. Cette règle est populaire parmi les joueurs qui veulent s'amuser afin de rendre le jeu plus dynamique.

### Füchse (Renards)
De la même manière que Dullen, ceci est quasiment une règle standard. Si l'As de Carreaux d'une équipe est capturé par l'équipe adverse, il comptera pour un point supplémentaire en faveur de l'équipe ayant capturé cet As(soit ajouté, soit soustrait en fonction du gagnant).

### Charlie
Aussi connu (en Allemagne peut-être - NDLT) en tant que Karlchen Müller. Si un Valet de Trèfle remporte la dernière levée, cela amènera un point supplémentaire pour l'équipe qui a gagné cette levée.

### Doppelkopf
Sauf si un solo est joué, toute levée contenant au moins 40 points amènera un point supplémentaire à l'équipe ayant remporté cette levée.